# Jean Guillou
Jean Victor Arthur Guillou (ur. 18 kwietnia 1930 w Angers, zm. 26 stycznia 2019 w Paryżu) – francuski kompozytor, organista, pianista i pedagog.
Jako muzyk samouk w wieku 12 lat zaczął pełnić funkcję organisty w kościele St. Serge w Angers. W latach 1945–1955 studiował w Konserwatorium Paryskim, a jego nauczycielami byli Marcel Dupré, Maurice Duruflé i Olivier Messiaen. W 1955 został profesorem organów i kompozycji w Instytucie Muzyki Sakralnej w Lizbonie. Ze względów zdrowotnych przeniósł się do Berlina w 1958. Od 1963 pełnił funkcję organisty tytularnego w kościele św. Eustachego w Paryżu.